# Mầm sống hiểm họa
Mầm sống hiểm họa (tiếng Anh: Life) là một bộ phim kinh dị khoa học viễn tưởng do Daniel Espinosa đạo diễn, khâu kịch bản do Rhett Reese và Paul Wernick viết. Phim có sự tham gia của Jake Gyllenhaal, Rebecca Ferguson và Ryan Reynolds. Phim xoay quanh sáu thành viên của phi hành đoàn thuộc trạm vũ trụ Quốc tế phát hiện ra những thứ được coi dấu hiệu sự sống đầu tiên trên sao Hỏa; tuy nhiên sau đó phi hành đoàn phát hiện ra những bí ẩn chết người sau những khám phá ấy.
Mầm sống hiểm họa ra mắt tại South by Southwest vào ngày 18 tháng 3 năm 2017 và được công chiếu tại Mỹ vào ngày 24 tháng 3 năm 2017 bởi Columbia Pictures, cùng với ngày khởi chiếu tại Việt Nam. Phim thu về $98 triệu toàn cầu. Phim nhận được nhiều ý kiến hỗn tạp từ giới chuyên môn, với nhiều lời khen về mặt diễn xuất, hình ảnh, và biên kịch, dù cũng có những lời chỉ trích về tính thiếu sáng tạo của bộ phim.. Phim thu về 100,5 triệu USD từ các phòng vé toàn cầu.